# Heiðrún
Heiðrún (Heidrun) – w mitologii nordyckiej koza żyjąca w Walhalli. Heiðrún żywiła się liśćmi drzewa Læraðr, a zamiast mleka dawała miód pitny. Trunek ten pili einherjarowie, polegli w boju wojownicy zamieszkujący Walhallę.